# Møllehistorisk Samling
Møllehistorisk Samling er et kulturhistorisk museum i Hadsund. Det er Danmarks eneste museum der fortæller om de gamle vandmølle- og vindmøllers teknologihistorie. Møllehistorisk Samling er en afdeling af Nordjyllands Historiske Museum og blev indviet den 27. august 2011 med støtte fra A. P. Møller Fonden. Museet er beliggende i en gammel stald og senere museumsbygning, som Mariagerfjord Kommune hjalp med at få totalt renoveret inden den nye udstilling blev etableret. Museet har fælles adresse med Hadsund Egnssamling.
Møllehistorisk Samling er resultat af, at det daværende Hadsund Egns Museum i 1994 overtog den stærkt forfaldne Havnø Mølle. Møllen blev efterfølgende renoveret og har siden 2001 fungeret som museumsmølle.

## Udstillinger
Museets udstillingen viser og fortæller, hvordan vind- og vandmøller har udviklet sig fra middelalderen og indtil de i nyere tid blev afløst af de store industrielle møller og foderfabrikker.
- Udstillingen "Stærkere end 100 mænd" fortæller om 1000 års møllebyggeri.
- Havnø Mølle, der er Nordjyllands ældste vindmølle. Den er funktionsdygtig og kører om sommeren, når der er vind til det.[4]
- To møllemodeller, den ene af Overgaards Mølle (nedrevet i 1927), og den anden af Havnø Mølle (bygget i 1842).

## Beliggenhed
Museet ligger på Rosendal, som er en gammel vandmøllegård, som først var stampemølle og fra 1854 til 1890 klædefabrik.
Rosendal ligger i den nordlige del af Hadsund, ganske få km fra midtbyen. Lige bag museet ligger Rosendalssøen og Hadsund Dyrehave, der en en lille grøn oase med dådyr, sika og geder.
Adgang med bil sker østfra via Gl. Visborgvej, Rosendals Alle, og sydfra via Nørregade, Rosendalsvej.

## Nye forhold
I foråret 2015 fik Møllehistorisk Samling og Hadsund Egnssamling en donation på 2,5 millioner kroner fra A.P. Møller og Hustru Chastine Mc-Kinney Møllers Fond.
Projektet omfatter en ny tilbygning på 125 m² med nyt fælles indgangsparti for de to udstillinger, der deler samme adresse på Rosendals Allé. Den nye bygning kommer til at rumme en ny reception og museumsbutik, undervisnings- og foredragssal, kontor og toiletter, herunder et handicaptoilet. Endelig skal gårdspladsen omlægges, hvilket vil øge tilgængeligheden for handicappede. Gårdspladsen med brosten skal erstattes af en funktionel museumshave med egen identitet og struktur, som skaber sammenhæng.
Den nye gårdsplads er designet af landskabsarkitekt Hanne Egebjerg, og den rummer bl.a. en ”leg- og lær”-plads med vejrbestandige vandrender og små vandhjul, som børn kan eksperimentere med.

## Besøgstal
- 2011 - 2.493.[8]
- 2012 - 2.738.[9]
- 2013 - 3.205.[10]
- 2014 - 3.634.[11]

## Billedgalleri
- Foran museet er der lavet en stor møllesten i asfalt.
- Foran museet står det gamle møllehul fra vandmøllen Aamølle syd for Mariager Fjord.
- Indgangspartiet.
- Havnø Mølle.